# 三輪幸助

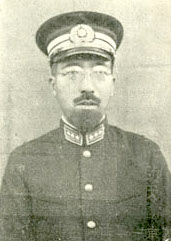
三輪幸助

三輪 幸助（みわ こうすけ、1895年（明治28年）3月1日 - 1968年（昭和43年）9月）は、日本の台湾総督府官僚。

## 経歴
東京府出身。1921年（大正10年）、東京帝国大学法学部独法科を卒業し、高等試験に合格。台湾総督府属、台中州勧業課長、台北州教育課長、台中州新高郡守、同地方課長、同警務部長、中央研究所庶務課長、税関庶務課長、専売局酒課長、同煙草課長、台北州内務部長、専売局参事・庶務課長、交通局理事・逓信部長、専売局長、台北州知事を歴任し、1942年（昭和17年）に退官した。